# Piedra Partida
Piedra Partida är en ort i Mexiko.   Den ligger i kommunen Motozintla och delstaten Chiapas, i den sydöstra delen av landet, 800 km sydost om huvudstaden Mexico City. Piedra Partida ligger 1 018 meter över havet och antalet invånare är 291.
Terrängen runt Piedra Partida är kuperad söderut, men norrut är den bergig. Runt Piedra Partida är det ganska tätbefolkat, med 78 invånare per kvadratkilometer. Närmaste större samhälle är Villa Comaltitlán, 19,8 km sydväst om Piedra Partida. I omgivningarna runt Piedra Partida växer i huvudsak städsegrön lövskog.